# Dolichopteroides binocularis
Dolichopteroides binocularis är en fiskart som först beskrevs av Charles William Beebe 1932.  Dolichopteroides binocularis ingår i släktet Dolichopteroides och familjen Opisthoproctidae. Inga underarter finns listade i Catalogue of Life.